# Sitaram Kesri
Sitaram Kesri (ur. 1916, zm. 24 października 2000) – indyjski polityk, działacz Indyjskiego Kongresu Narodowego w Biharze, minister ds. parlamentarnych w latach 1980-1982 i 1985-1986, minister transportu i żeglugi w latach 1982-1983, minister opieki społecznej w latach 1991-1996, przywódca INC w latach 1996-1998.